# Philip Stanhope (5e comte de Chesterfield)
Pour l’article homonyme, voir Philip Stanhope.
Philip Stanhope (10 novembre 1755 – 29 août 1815 à Bretby), est le fils d'Arthur Charles Stanhope, de Mansfield Woodhouse, et de Margaret, fille et cohéritière de Charles Headlam de Kerby, dans le Yorkshire, mais aussi le cousin, le filleul et, plus tard, le fils adoptif de Philip Stanhope, 4e comte de Chesterfield (dont il hérite des titres à sa mort en 1773).

## Biographie
Philip Stanhope est l'arrière-arrière-arrière-petit-fils de Philip Stanhope, 1er comte de Chesterfield. Il est ambassadeur de Grande-Bretagne en Espagne de 1784 à 1786, à la tête de l'Hôtel des Monnaies de 1789 à 1790 et membre de l'Ordre de la Jarretière en 1805.
Son père adoptif dirige sa première éducation. Parmi ses maîtres, on compte le poète Cuthbert Shaw (1738-1771) et l'ami d'Edward Gibbon, le Suisse Jacques Georges Deyverdun (8 mai 1734, Lausanne - 4 juillet 1789, Aix-les-Bains), mais aussi Adam Ferguson, professeur de philosophie morale à l'université d'Édimbourg, « M. de Saint Germain », son successeur, et le Dr William Dodd (1729–1777), ecclésiastique et faussaire pendu pour fraude en 1777.
Il devient un favori de George III, membre du Conseil privé en 1784, Postmaster General en 1790, Grand écuyer de 1798 à 1804.

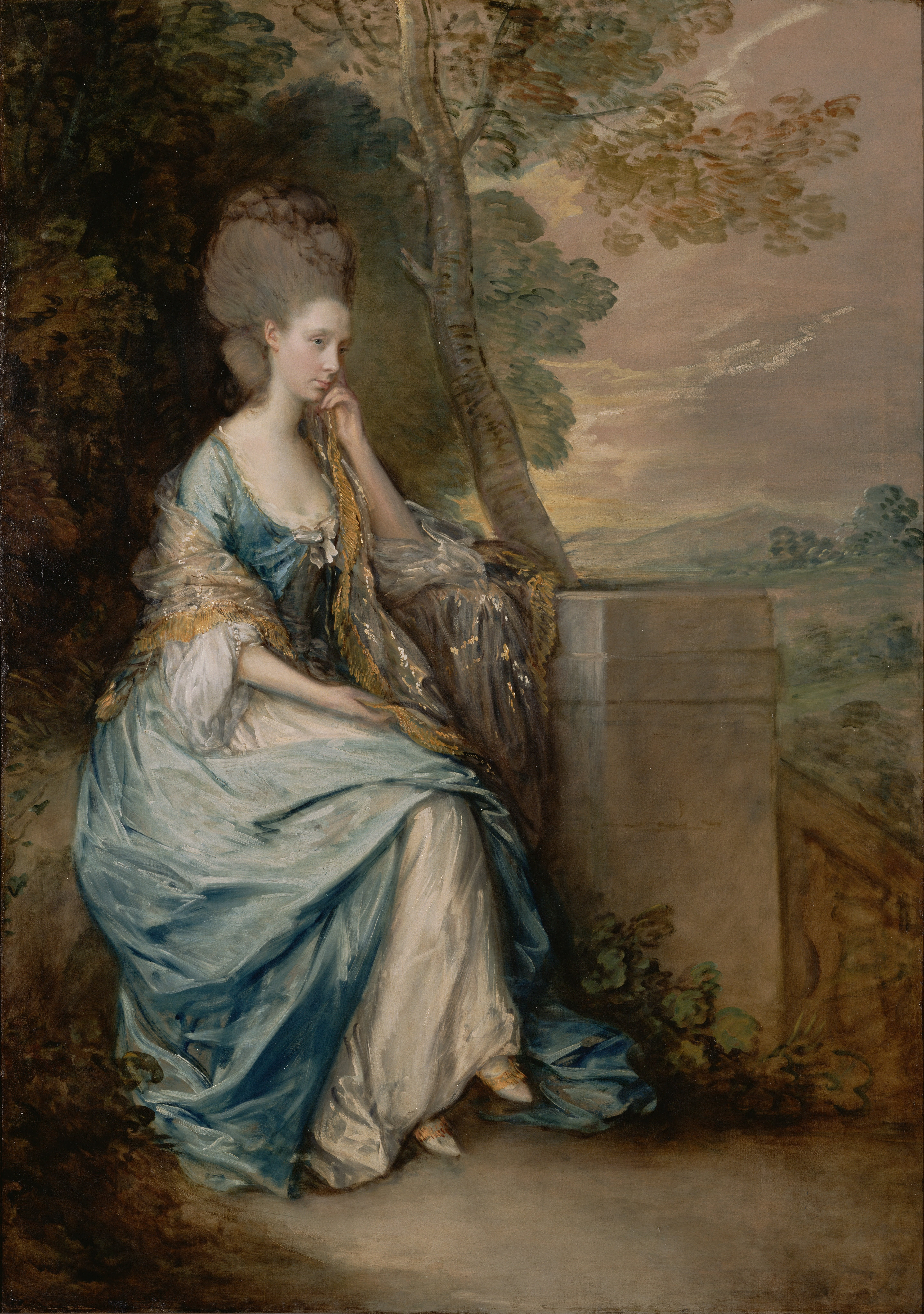
Portrait d'Anne, comtesse de Chesterfield
1777–1778
par Thomas Gainsborough
J. Paul Getty Museum

Il se marie en premières noces avec Anne Thistlewayte le 20 août 1777 puis, en secondes noces, avec Lady Henrietta Thynne, fille de Thomas Thynne, vicomte de Weymouth depuis 1751 et marquis de Bath depuis 1789, le 2 mai 1799, avec laquelle il a deux enfants :
- Lady Georgiana Stanhope (morte en 1824), mariée à Frederick Richard West, un petit-fils de John West, 2e comte De La Warr.
- George Stanhope, 6e comte de Chesterfield (1805–1866).